# Задвижной штык (узел)
Задвижно́й штык (англ. Rolling Hitch) — морской схватывающий временный узел. Является одним из часто используемых узлов на паруснике. Состоит из шлага и полуштыка; согласно иному мнению, из трёх шлагов. Особенностью задвижного штыка является сопротивление продольному скольжению при тяге за коренной конец троса вдоль опоры (когда тяга направлена в сторону шлага узла), в случае, когда подразумевают тягу также и в противоположном направлении вдоль опоры, узел дополняют полуштыком, который завязывают ходовым концом троса вокруг коренного. Изначально задвижной штык использовали для закрепления конца тонкого троса на конце толстого каната для удлинения, но позднее, благодаря схватывающему свойству узла, на флоте узел часто применяли для крепления (подъём реи вертикально, швартовка при приливах). Узел подходит для постоянного натяжения без рывков.
Авторство создания узла приписывал себе Magner, которое оспаривал Matthew Walker. В 1841 году на английском флоте узел был переименован в Rolling Hitch («вращающийся узел»), ранее с 1794 года носил название Magnus Hitch. Прежде название Rolling Hitch носил узел, который именуют ныне Two Round Turns and Two Half Hitches («простой штык с двумя шлагами»). Задвижной штык имеет второе название Mooring Hitch («причальный узел»), так как надёжно держит корабль за пал причала, несмотря на приливы.
Морской «задвижной штык» моряки завязывают концом тонкого троса на конце толстого каната для удлинения, и для тяги используют лишь один конец троса; арбористы завязывают узел Дистеля серединой отрезка репшнура, используя оба конца для тяги на основной верёвке (или концом самой же мягкой и толстой арбористской верёвки) для подъёма по верёвке на дерево; туристы завязывают палаточный узел ходовым концом паракорда на коренном конце, образуя регулируемую петлю для натяжения оттяжки тента.
Задвижной штык является штыком и завязан на опоре, а если снять с опоры, то теряет форму и распадается. Отличают от палаточного узла, который, хотя и имеет схожий рисунок, однако является узлом и завязан вокруг своего же коренного конца троса.
Хотя задвижной штык является штыком, так как задействован в работу лишь трос, которым и завязывают задвижной штык, однако, узел также является соединяющим, когда его используют для соединения концов двух тросов, единственным условием для которого является требование завязывать задвижной штык линём (тонким тросом) на фале (толстом тросе).

## Способ завязывания

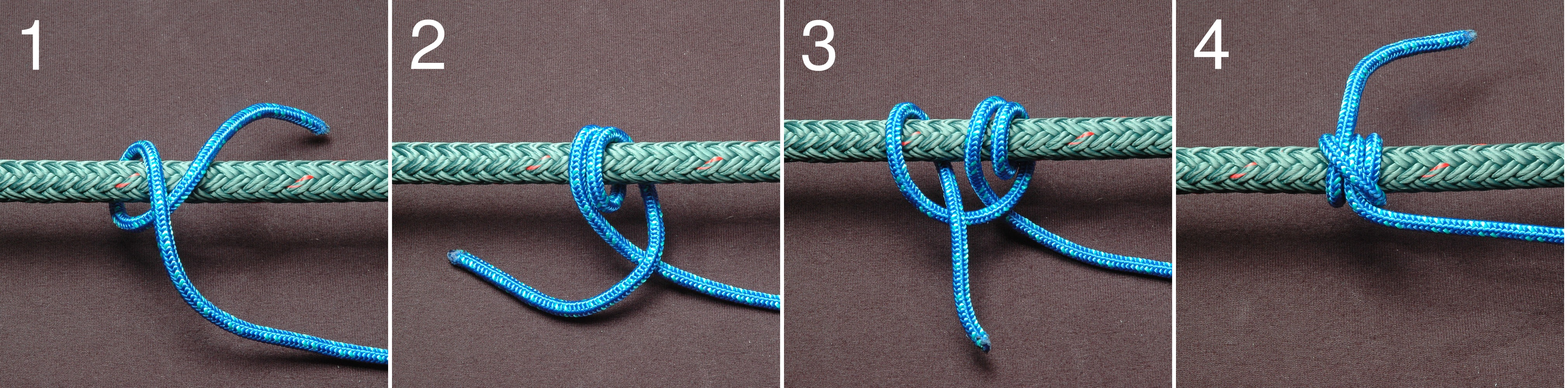
1. Сделать обнос тонким тросом на толстом канате. 2. Сделать шлаг. 3. Сделать полуштык на другой стороне каната от коренного конца троса. 4. Затянуть.

Существуют несколько способов завязывания: вариант 1 — аккуратно завязанный узел, который используют для крепления к дереву; вариант 2 — «мичманский», основан на Awning Knot с добавлением полуштыка, при сильной тяге превращается в вариант 1, используют для крепления к канату; вариант 3 — ходовой конец троса направлен в сторону коренного, сохранил название Magnus Hitch, используют для крепления к ещё ненатянутому канату:
- Концом тонкого троса на конце более толстого каната (или опоре):

- С тягой коренного конца троса в сторону от ходового вдоль опоры

1. Сделать шлаг ходовым концом троса вокруг опоры.
2. Перевести ходовой конец троса накрест влево поверх коренного.
3. Сделать полуштык ходовым концом троса вокруг опоры слева от узла.
- С тягой коренного конца троса в сторону к ходовому концу троса вдоль опоры с добавлением полуштыка, завязанного ходовым концом троса вокруг коренного

1. Сделать шлаг ходовым концом троса вокруг опоры.
2. Перевести ходовой конец троса накрест влево поверх коренного.
3. Сделать полуштык ходовым концом троса вокруг опоры слева от узла.
4. Сделать полуштык ходовым концом троса вокруг коренного.
- Серединой троса на опоре (кабестане[27])

## Признаки
Плюсы
- Узел прост
- Самозатягивающийся
- Легко завязывать
- Легко развязывать

Минусы

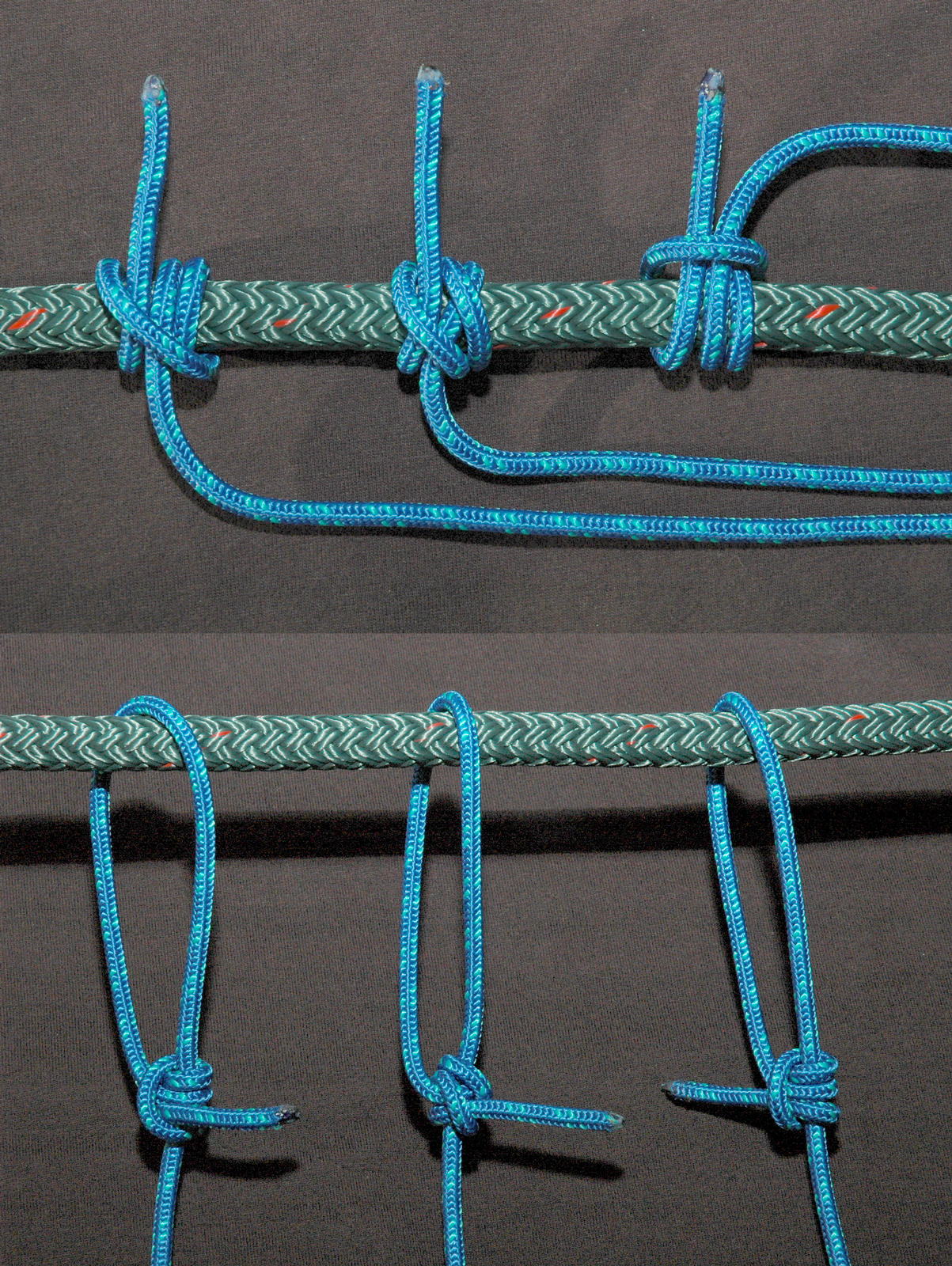
Сверху слева направо: Rolling Hitch (вариант 1), Rolling Hitch (вариант 2), Magnus Hitch (вариант 3).
Снизу слева направо: «палаточный» узел, «мичманский» узел, «регулируемая петля»

- Узел ненадёжен при переменной нагрузке[28]
- Несколько способов завязывания
- Требует внимательного завязывания[29]

## Применение
В морском деле

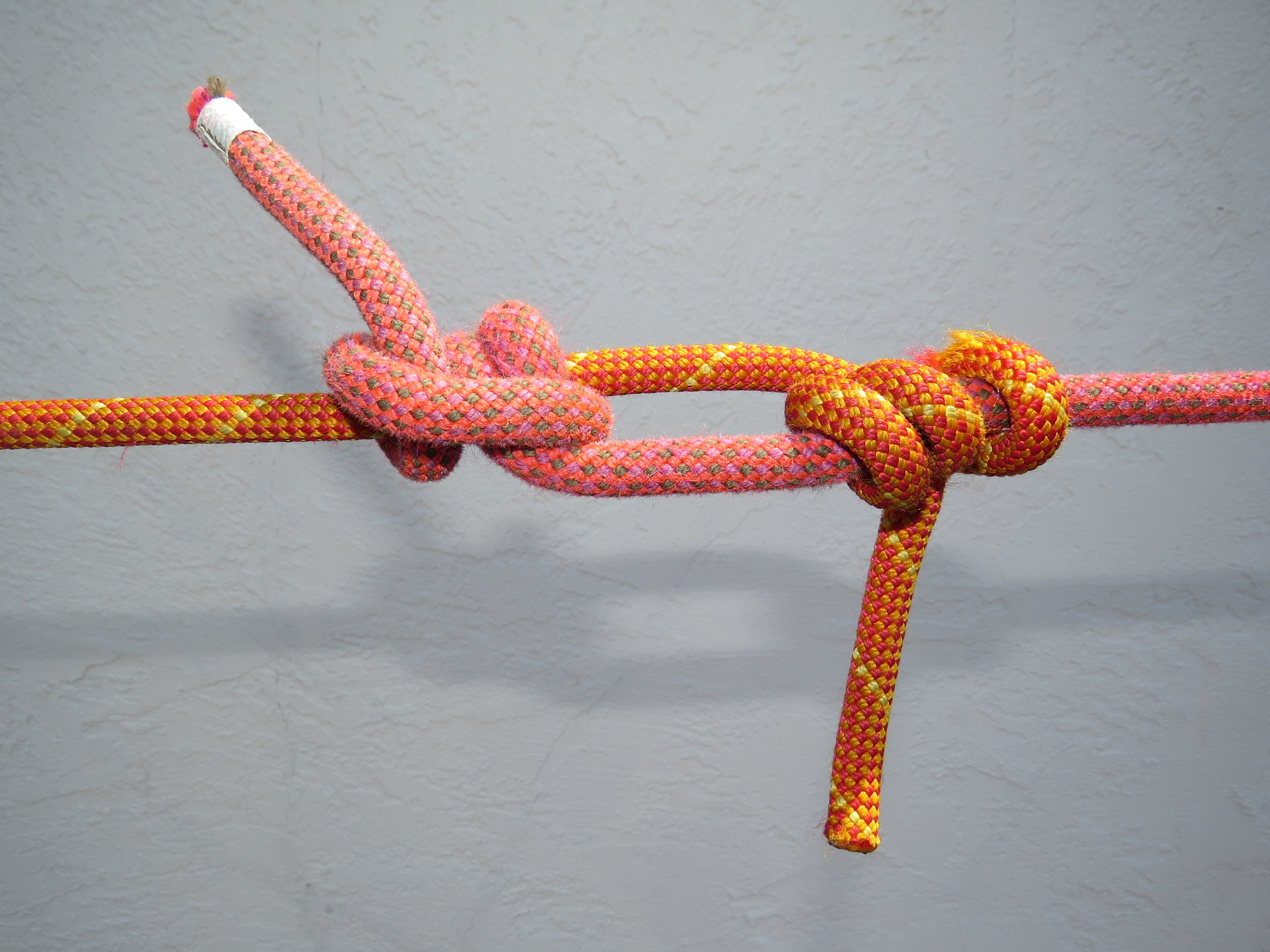
Регулируемый соединительный узел — соединяющий 2 верёвки узел — морской узел «задвижной штык», завязанный первым концом на втором и вторым на первом

- Удлинение двух коротких тросов разного диаметра в один длинный[30]
- Вертикальный подъём реи (бревна)[31]
- Крепление на кабестане[27]
- Швартовка корабля за пал причала в местах с сильным приливом[32]
- Подъём горденей на реи лисель-спиртов[33]
- Подвязывание блока со свитнем к рею и лисель-спирту[34]
- Крепление концов вымбовок шпилей свистовом[35]
- Крепление фалинями шлюпок у борта корабля за банку[36]
- Как замена «на скорую руку» стопора, чтобы, не меняя положения паруса, высвободить шкот, застрявший в лебёдке[5]

В быту
- При рытье колодца, узлом закрепляют верёвку к буру[37]
- При строительстве для спуска шеста завязывали задвижной штык на основании шеста, а на вершине шеста завязывали полуштык и спускали вертикально вниз[38]